# 2008年の日本公開映画/9月
- 6日
  - イントゥ・ザ・ワイルド（ アメリカ合衆国）
  - シャッター（ アメリカ合衆国）
  - 幸せの1ページ（ アメリカ合衆国）
  - 今日も僕は殺される（ アメリカ合衆国）
  - LOOK（ アメリカ合衆国）
  - わが教え子、ヒトラー（ ドイツ）
  - ストリート・レーサー（ ロシア）
  - 落下の王国（ インド・ イギリス・ アメリカ合衆国）
  - シャカリキ!（ 日本）
  - グーグーだって猫である（ 日本）
  - キズモモ。（ 日本）
  - 放送禁止 劇場版 〜密着68日 復讐執行人（ 日本）
  - ヒカリサス海、ボクノ船（ 日本）
  - 劇場版 天元突破グレンラガン 紅蓮篇（ 日本/アニメ）
  - 人形のいる風景 〜ドキュメント・オブ・百鬼どんどろ〜（ 日本/ドキュメンタリー）
- 13日
  - あぁ、結婚生活（ アメリカ合衆国）
  - 弾突 DANTOTSU（ アメリカ合衆国）
  - アルビン/歌うシマリス3兄弟（ アメリカ合衆国/アニメ）
  - フロンティア（ フランス・ スイス）
  - ヨコヅナ・マドンナ（ 韓国）
  - パコと魔法の絵本（ 日本）
  - おくりびと（ 日本）
  - 大決戦!超ウルトラ8兄弟（ 日本）
  - フライング☆ラビッツ（ 日本）
  - 青空ポンチ（ 日本）
  - ロックンロール★ダイエット!（ 日本）
- 20日
  - ウォンテッド（ アメリカ合衆国）
  - ベティの小さな秘密（ フランス）
  - 蛇にピアス（ 日本）
  - 次郎長三国志（ 日本）
  - おろち（ 日本）
  - 東南角部屋二階の女（ 日本）
  - アキレスと亀（ 日本）
  - 幸福 shiawase（ 日本）
- 27日
  - アイアンマン（ アメリカ合衆国）
  - ルー・リード/ベルリン（ アメリカ合衆国/ドキュメンタリー）
  - 消えたフェルメールを探して 絵画探偵ハロルド・スミス（ アメリカ合衆国/ドキュメンタリー）
  - 女工哀歌（ アメリカ合衆国/ドキュメンタリー）
  - 最後の初恋（ アメリカ合衆国・ オーストラリア）
  - ヘヴィメタル・イン・ザ・カントリー（ ドイツ/ドキュメンタリー）
  - ファン・ジニ 映画版（ 韓国）
  - トウキョウソナタ（ 日本）
  - 石内尋常高等小学校 花は散れども（ 日本）
  - イキガミ（ 日本）
  - 春琴抄（ 日本）
  - コドモのコドモ（ 日本）
  - 窓辺のほんきーとんく（ 日本）
  - 芸者vs忍者（ 日本）
  - シロタ家の20世紀（ 日本/ドキュメンタリー）